# Zeil am Main
Zeil am Main is een plaats in de Duitse deelstaat Beieren, gelegen in het Landkreis Haßberge. De stad telt 5.617 inwoners.

## Geografie
Zeil am Main heeft een oppervlakte van 35,74 km² en ligt in het zuiden van Duitsland.

## Galerij

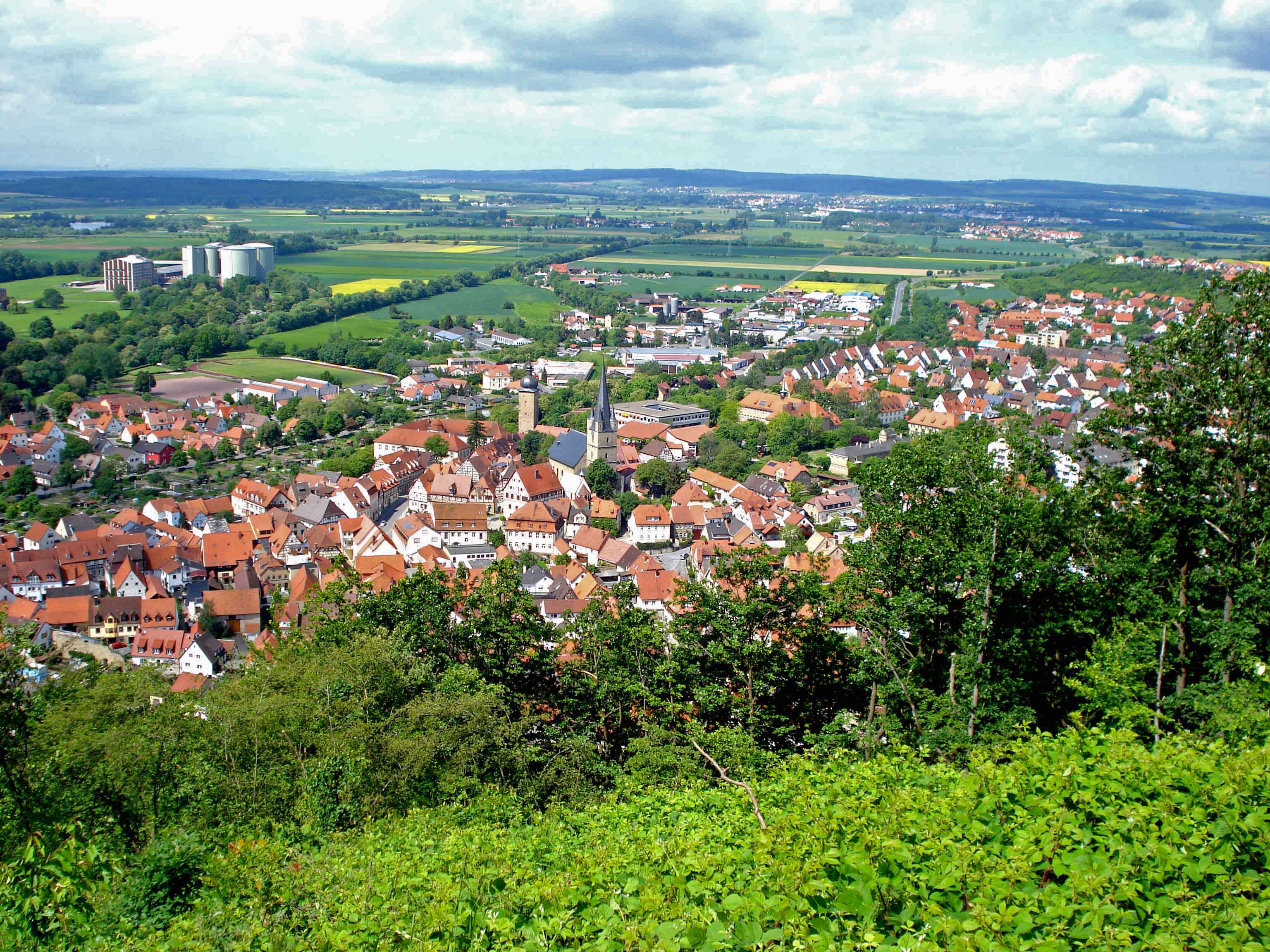
Zicht op Zeil am Main
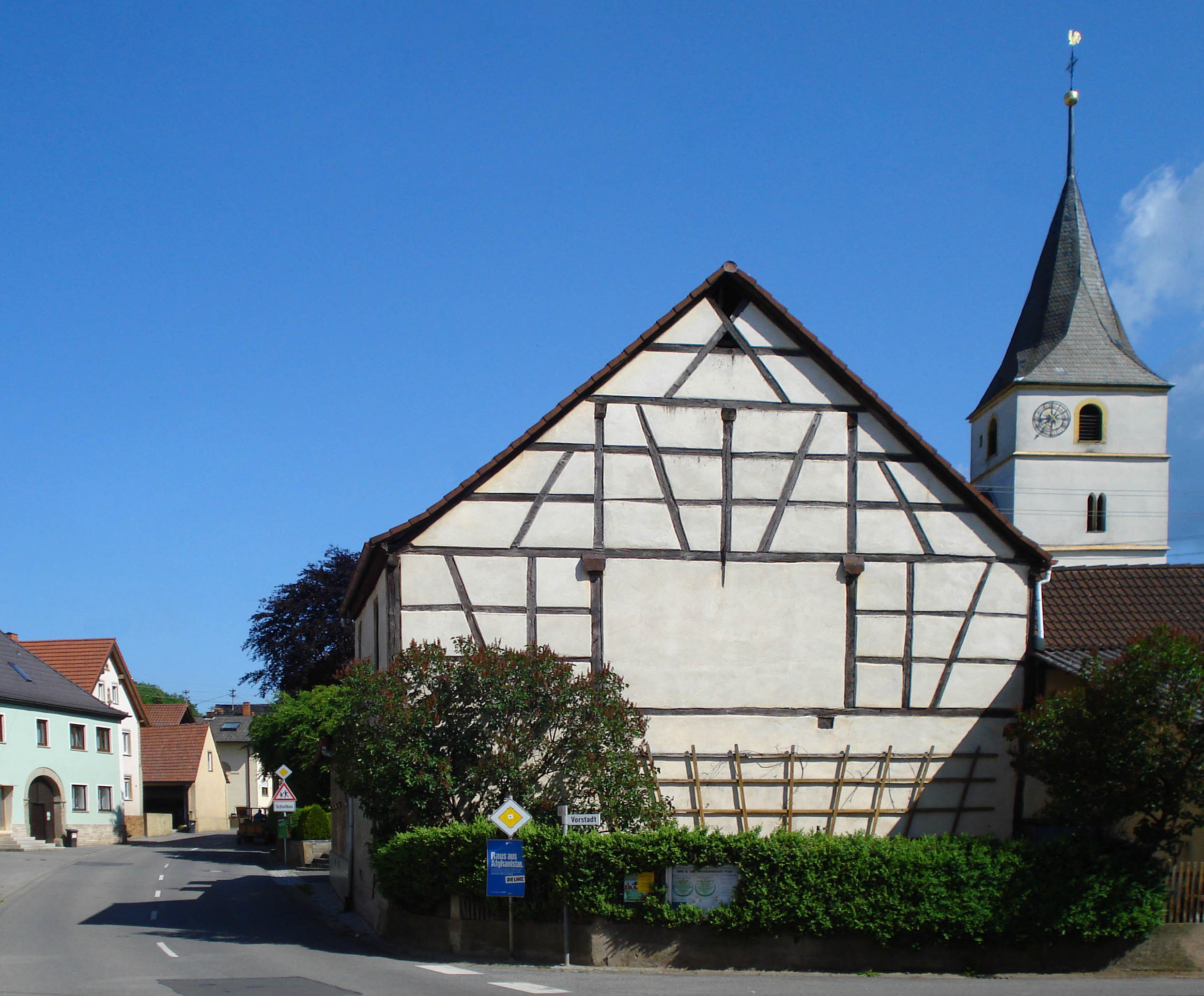
Krum
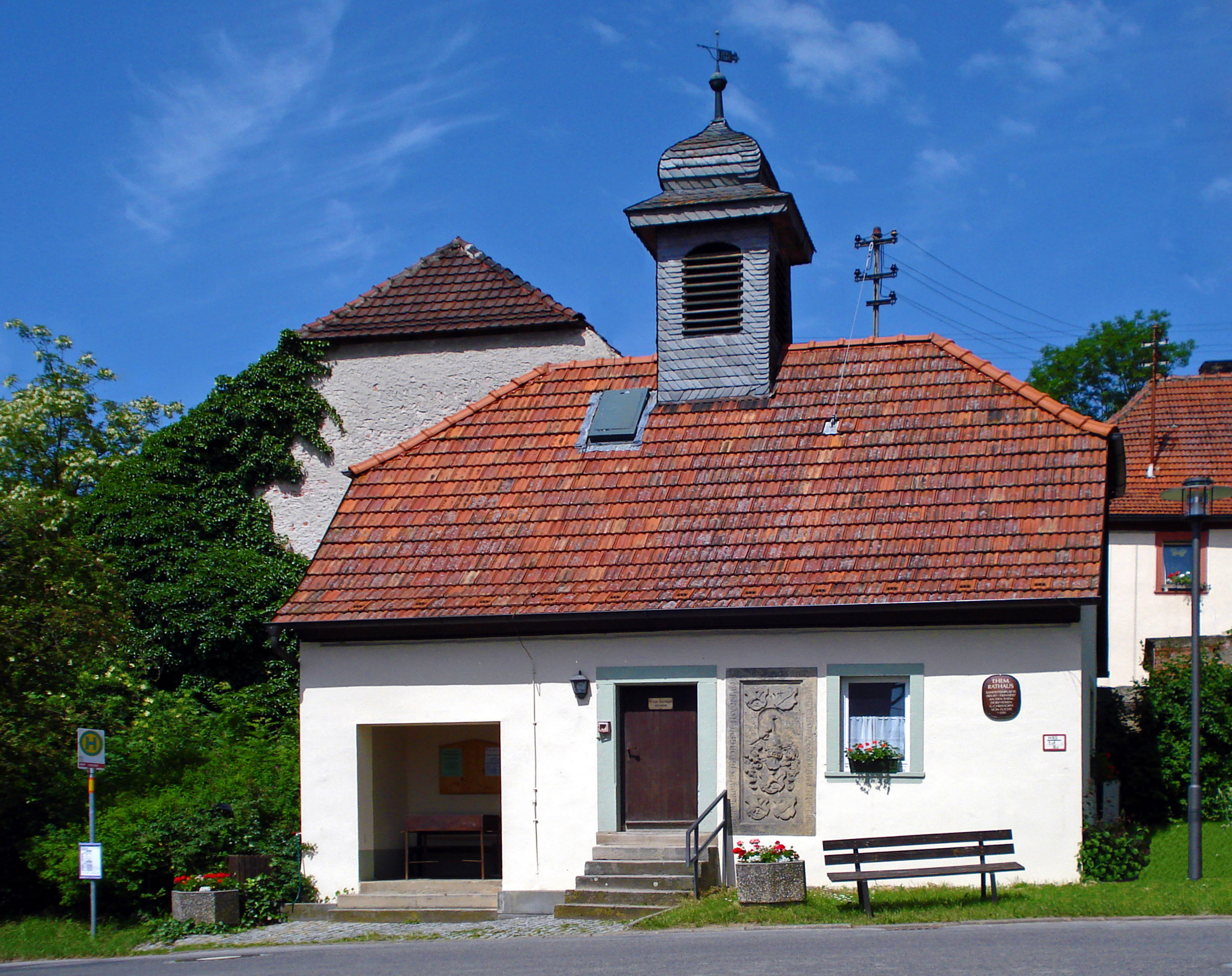
Bischofsheim

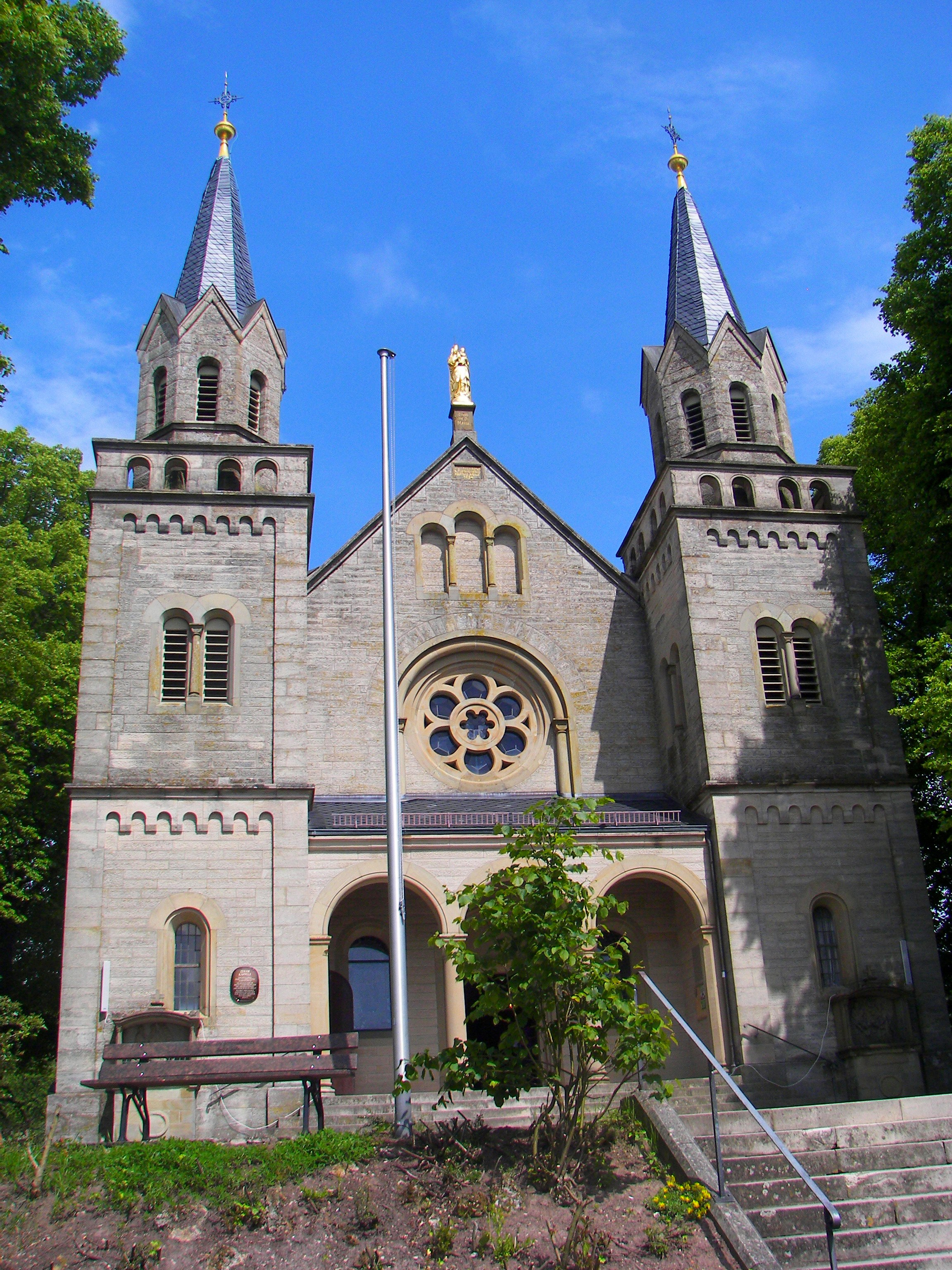
De kerk "Zeiler Käpelle",
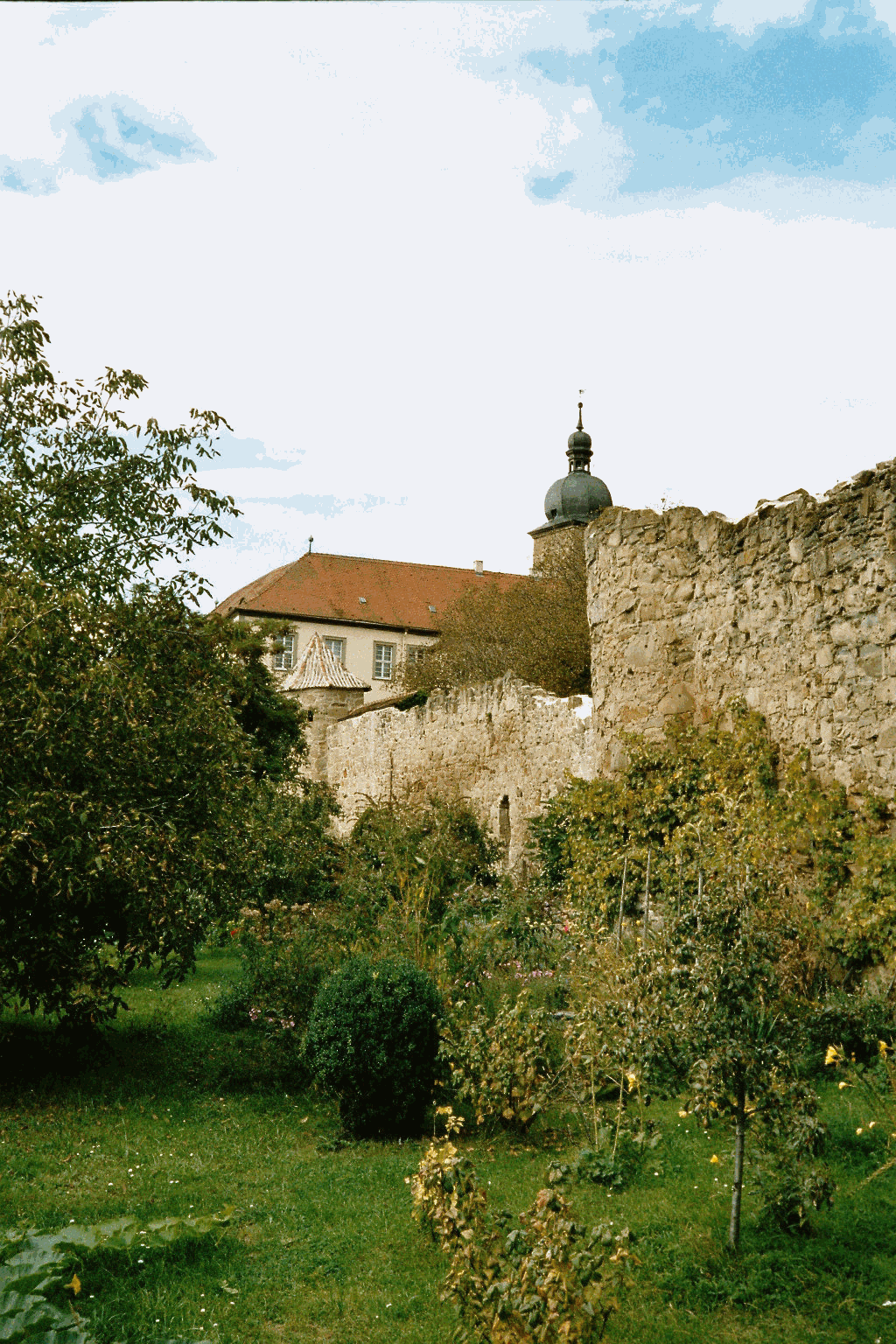
Middeleeuwse stadsmuur met in achtergrond de Propstenhof

Aidhausen ·
Breitbrunn ·
Bundorf ·
Burgpreppach ·
Ebelsbach ·
Ebern ·
Eltmann ·
Ermershausen ·
Gädheim ·
Haßfurt ·
Hofheim i. UFr. ·
Kirchlauter ·
Knetzgau ·
Königsberg i. Bay. ·
Maroldsweisach ·
Oberaurach ·
Pfarrweisach ·
Rauhenebrach ·
Rentweinsdorf ·
Riedbach ·
Sand a. Main ·
Stettfeld ·
Theres ·
Untermerzbach ·
Wonfurt ·
Zeil a. Main